# Patagona gigas
O colibri-gigante (nome científico: Patagona gigas) ou beija-flor-gigante é uma espécie de ave apodiforme pertencente à família dos troquilídeos, sendo o único representante do gênero Patagona, e o único da subfamília Patagoninae, comumente conhecida por patagoníneos. Anteriormente à publicação de um estudo filogenético molecular de 2007, realizado por McGuire e outros colaboradores, esta espécie estava incluída na subfamília dos troquilíneos. Esta espécie pode ser encontrada ao oeste da América do Sul, desde o extremo sul da Colômbia, em direção ao centro do Equador, sudoeste do Peru e Bolívia, ao norte da Argentina e centro do Chile.
É o maior representante da família dos beija-flores, pesando cerca de 18–24 gramas (0.63–0.85 oz) e possuindo uma envergadura de aproximadamente 21,5 cm (8.5 in) e cerca de 23 centímetros de comprimento (9.1 in). Este possui, aproximadamente, o mesmo comprimento que um estorninho-comum ou um cardeal-do-norte, embora este beija-flor seja um pouco mais leve, devido ao formato do corpo e seu bico longo, tornando com que o corpo ocupe uma porção menor de seu peso total. Este peso é quase seis vezes maior do que da segunda maior espécie de beija-flor, além de ser quase dez vezes maior quando comparado à menor espécie, o colibri-abelha.

## Descrição

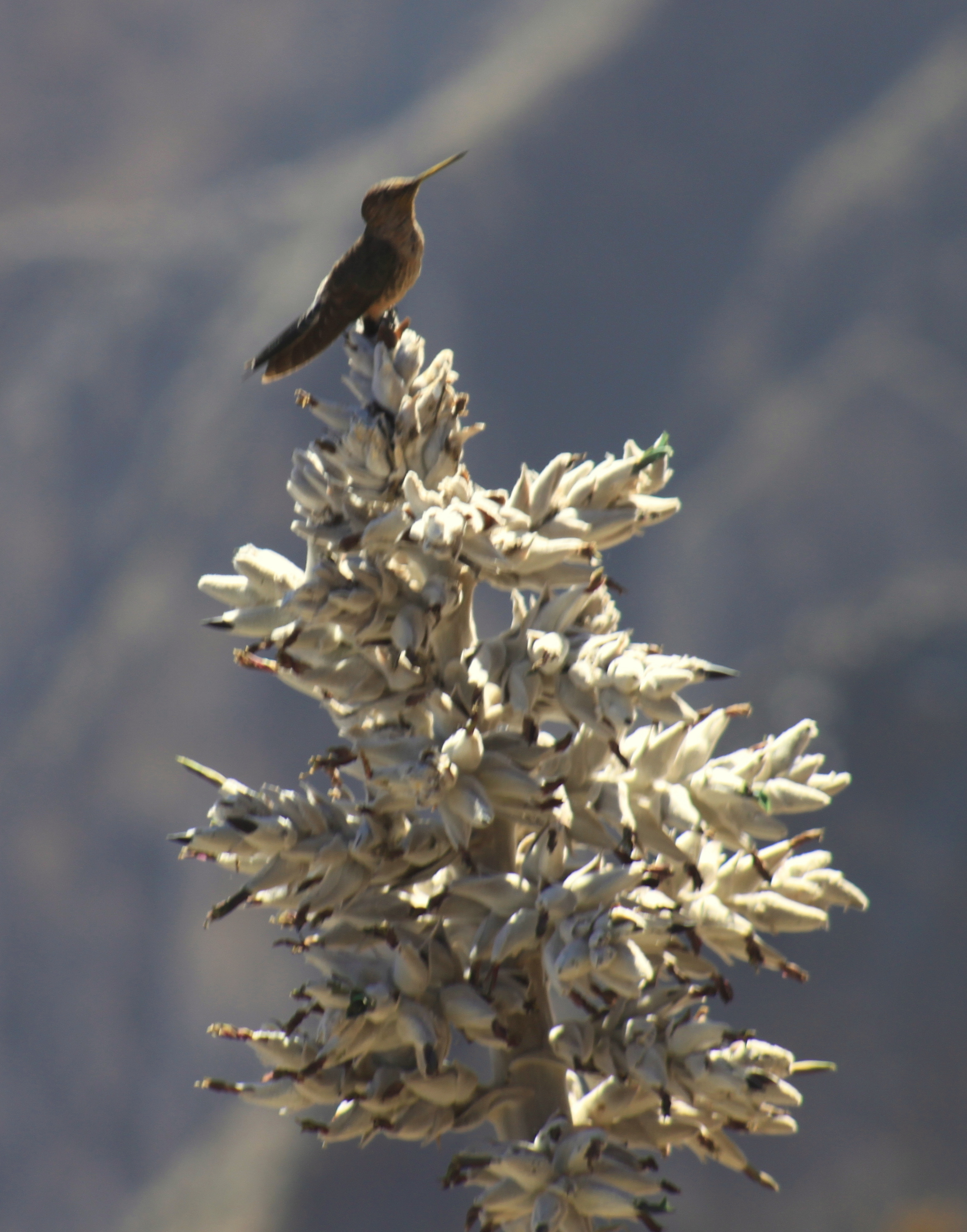
Patagona gigas no Valle del Colca, Peru

Esta espécie é a maior representante dentre todos da família dos troquilídeos, pesando cerca de 18–24 gramas (0.63–0.85 oz), possuindo uma envergadura de asas de aproximadamente 21,5 cm (8.5 in) e chegando aos 23 centímetros de comprimento (9.1 in). Por conta de seu tamanho, muito maior quando comparado com outras espécies, é facilmente identificado, sendo maior do que muitas aves com peso aproximado, como o canário-da-terra-verdadeiro e o pardal-doméstico, que possuem em torno de 20–24 gramas. Enquanto outras aves de comprimento similar, como o joão-de-barro e o sabiá-laranjeira, pesam quase o dobro, ou até mais, que este beija-flor.
Seus representantes se caracterizam, além de seu comprimento e peso, pelas manchas anelares em torno de seus olhos, seu bico reto pouco mais longo que a cabeça, a coloração castanho-acinzentada de sua plumagem, suas longas asas (que alcançam a cauda quando fechadas), a cauda longa e bifurcada, tarsos emplumado até os dedos e pés largos e robustos. Não apresenta dimorfismo sexual. Os imaturos possuem diminutas ondulações oblíquas na região lateral do cúlmen.
As subespécies são visualmente distinguíveis. P. g. peruviana possui coloração marrom amarelado em geral e tem branco no queixo e garganta, enquanto P. g. gigas é mais verde-oliva a marrom e carece de branco no queixo e na garganta.
Patagona gigas ocasionalmente desliza em vôo, um comportamento muito raro entre os beija-flores. Suas asas alongadas permitem deslizamentos mais eficientes do que os de outros beija-flores. As vocalizações do beija-flor-gigante são "chips" altos e agudos, semelhante a um assobio.

## Taxonomia
A espécie foi descrita pela primeira vez em 1824, pelo ornitólogo francês Louis Pierre Vieillot, a partir de espécimes de um macho juvenil e uma fêmea. Apesar de a descrição original indique que a espécie tenha ocorrência no Brasil, não existem registros recentes do beija-flor neste país. Originalmente, esta espécie foi descrita sob o basônimo Trochilus gigas, tendo, posteriormente, seu binomial alterado e sido incluído no gênero Patagona, introduzido em 1855, pelo ornitólogo inglês George Robert Gray. O nome do gênero Patagona, faz referência à região da Patagônia, na América do Sul, por onde a espécie se distribui e se reproduz. Seu epíteto específico, gigas, por sua vez, deriva do grego antigo γίγας, gígas, que significa 'gigante', em referência ao seu tamanho.
Esta espécie aparenta ser relativamente mais antiga em comparação às outras, possivelmente resultado de um experimento evolutivo fracassado em aumentar o tamanho do beija-flor, uma vez que não divergiu e proliferou. Este mesmo estudo evidencia que esta espécie não se encaixa na classificação tradicional proposta por Bleiweiss, et al. (1997). Por ser um patagoníneo, esta espécie faz parte da família Trochilidae, que inclui mais de 331 espécies descritas, aproximadamente, tornando esta família uma das mais diversas famílias de aves do Novo Mundo.
Um estudo filogenético molecular sobre beija-flores publicado em 2007 descobriu a família Trochilidae era polifilética, consistindo em um total de nove clados. Uma revisão filogenética de 2008 encontrou uma probabilidade de 97,5% de que P. gigas tenha divergido substancialmente dos clados filogenéticos propostos mais próximos para ser considerado pertencente a um clado de espécie única chamado Patagonini, este último dentro da subfamília Patagoninae. Esta classificação atual entra de acordo com o reconhecimento do P. gigas como um gênero separado pela International Ornithologists' Union.
São reconhecidas duas subespécies, P. gigas gigas e P. gigas peruviana. Acredita-se que tais subespécies tenham surgido como resultado da separação geográfica parcial das populações pela atividade vulcânica na Cordilheira dos Andes antes do Mioceno; no entanto, permanecem áreas de contato entre as espécies, daí a falta de especiação completa. O sistema filogenético proposto para beija-flores sugerido por McGuire et al. (2009) acomoda a possível elevação dessas subespécies ao nível de espécie.

## Distribuição geográfica e habitat
P. gigas é amplamente distribuído por toda a extensão da Cordilheira dos Andes, tanto no lado leste quanto no oeste. P. gigas normalmente habitam os cerrados e florestas de maior altitude que revestem as encostas dos Andes durante o verão e depois se retiram para habitats semelhantes de altitude mais baixa nos meses de inverno. A espécie persiste por uma grande faixa de altitude, com espécimes registrados em até 4600 metros acima do nível do mar. Eles têm se mostrado bastante resistentes à urbanização e às atividades agrícolas; no entanto, a remoção da vegetação limita sua distribuição em áreas urbanas densas e zonas industriais.
P. g. peruviana ocorre desde o extremo sul Equador às montanhas do sudeste do Peru, enquanto P. g. gigas distribui-se do norte da Bolívia e Argentina, ao centro do Chile, onde ocorre o período de reprodução. O contato entre subespécies é mais provável de ocorrer nas encostas orientais dos Andes peruanos do norte.

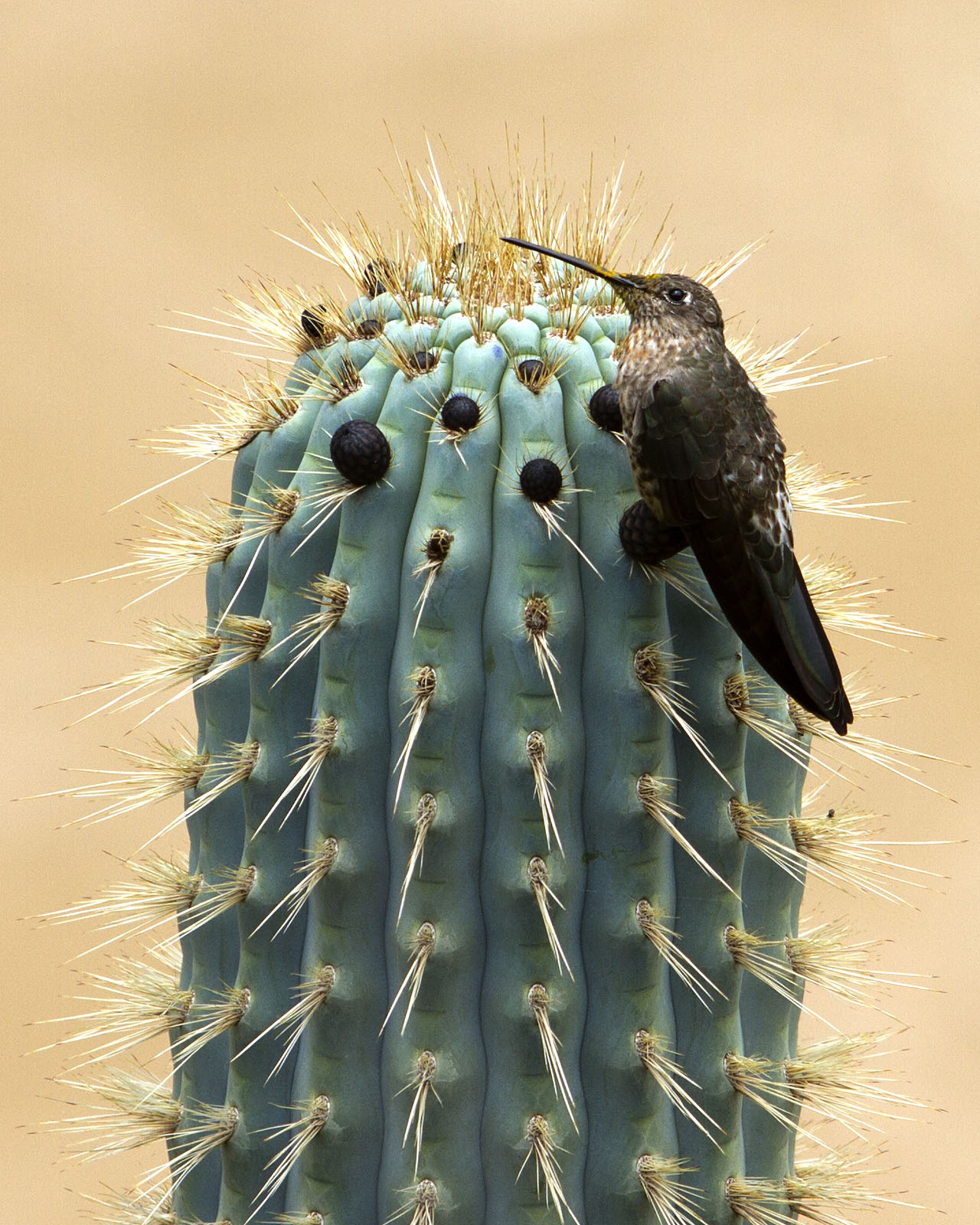
P. gigas em empoleirado em um cacto, no Peru

Esta espécie possui uma distribuição geográfica considerável, e sua extensão global de ocorrência é estimada em 1.200.000 km². Acredita-se que sua população global não seja inferior a 10.000 adultos.

## Comportamento
Os beija-flores-gigantes são extremamente ágeis e acrobáticos, participando regularmente de vôos suspensos sustentados, muitas vezes usados não apenas para se alimentar, mas para proteger seu território e companheiros de corte. O P. gigas tipicamente defende descaradamente seu precioso território de flores ricas em energia de outras espécies e outros beija-flores gigantes. Estas aves são normalmente vistas sozinhas, em pares ou em pequenos grupos familiares.

## Voo, anatomia e fisiologia
P. gigas paira a uma média de 15 batidas de asa por segundo, muito lento para um beija-flor. Sua frequência cardíaca em repouso é de 300 por minuto, com uma frequência máxima de 1020 por minuto. Os requisitos de energia para beija-flores não aumentam uniformemente com o aumento de tamanho, o que significa que um pássaro maior, como o P. gigas, requer mais energia por grama para pairar do que um pássaro menor. P. gigas requer cerca de 4,3 calorias por hora para sustentar seu voo. Essa enorme necessidade, juntamente com a baixa disponibilidade de oxigênio e o ar rarefeito (gerando pouca sustentação) nas altas altitudes em que o beija-flor gigante geralmente vive, sugere que o P. gigas provavelmente esteja muito próximo do tamanho máximo viável para um beija-flor.

## Alimentação
P. gigas se alimenta principalmente de néctar, visitando uma variedade de flores. A fêmea do beija-flor-gigante foi observada ingerindo fontes de cálcio (areia, solo, cal apagada e cinzas de madeira) após a estação reprodutiva para repor o cálcio usado na produção de ovos; o baixo teor de cálcio do néctar exige essa fonte extra. Da mesma forma, uma dieta à base de néctar é pobre em proteínas e vários minerais, e isso é combatido pelo consumo de insetos ocasionalmente.
P. gigas se alimenta regularmente das flores do gênero Puya no Chile, com as quais mantém uma relação simbiótica, trocando polinização por alimento. Como uma grande ave pairando, particularmente em grandes altitudes, P. gigas tem necessidades metabólicas extremamente altas. É conhecido por se alimentar de cactos colunares, incluindo Oreocereus celsianus e Echinopsis atacamensis ssp. pasacana e Salvia haenkei. Não se sabe o escopo exato de sua dieta, mas inferindo da grande quantidade de néctar necessária para ser ingerida rotineiramente por um beija-flor tão grande, é seguro dizer que é um generalista por necessidade: quanto mais flores diferentes ele alimentará de, mais eficientemente ele pode coletar energia.
Considerando a natureza rica em energia do néctar como fonte de alimento, atrai uma grande variedade de visitantes além do beija-flor, que muitas vezes co-evoluiu com uma planta para ser o polinizador mais eficiente da flor. Esses outros visitantes, por não serem projetados para acessar a recompensa bem escondida do néctar, muitas vezes danificam as flores (por exemplo, perfurando-as na base) e impedem a produção adicional de néctar. P. gigas, devido às suas altas exigências energéticas, é conhecido por alterar seu comportamento de forrageamento como resposta direta ao roubo de néctar de outras aves e animais, e isso reduz a viabilidade do beija-flor em uma área com muitos ladrões de néctar, bem como afetando indiretamente as plantas, reduzindo a polinização. Se espécies exóticas forem introduzidas e se tornarem ladrões de néctar, é razoável prever que suas atividades impactarão significativamente o ecossistema local. Isso pode ser um risco futuro para as populações de P. gigas porque elas ficam próximas ao limite físico em suas demandas metabólicas.

## Reprodução
Pouco se sabe sobre a reprodução de P. gigas, deixando-nos recorrer a generalizações educadas de outras espécies de beija-flores. Os machos beija-flores tendem a ter comportamentos poligínicos, ocasionalmente promíscuos e nenhum envolvimento após a cópula. A fêmea constrói o ninho e põe dois ovos durante o verão. Um ninho de P. gigas é pequeno considerando o tamanho da ave, normalmente feito próximo a fontes de água e empoleirado em um galho de árvore ou arbusto paralelo ao solo.

## Migração
P. gigas migra no verão para as áreas temperadas da América do Sul, chegando a 44° S. Correspondentemente, migra para o norte para climas mais tropicais no inverno (março–agosto), embora geralmente não se aventurando acima de 28° S.

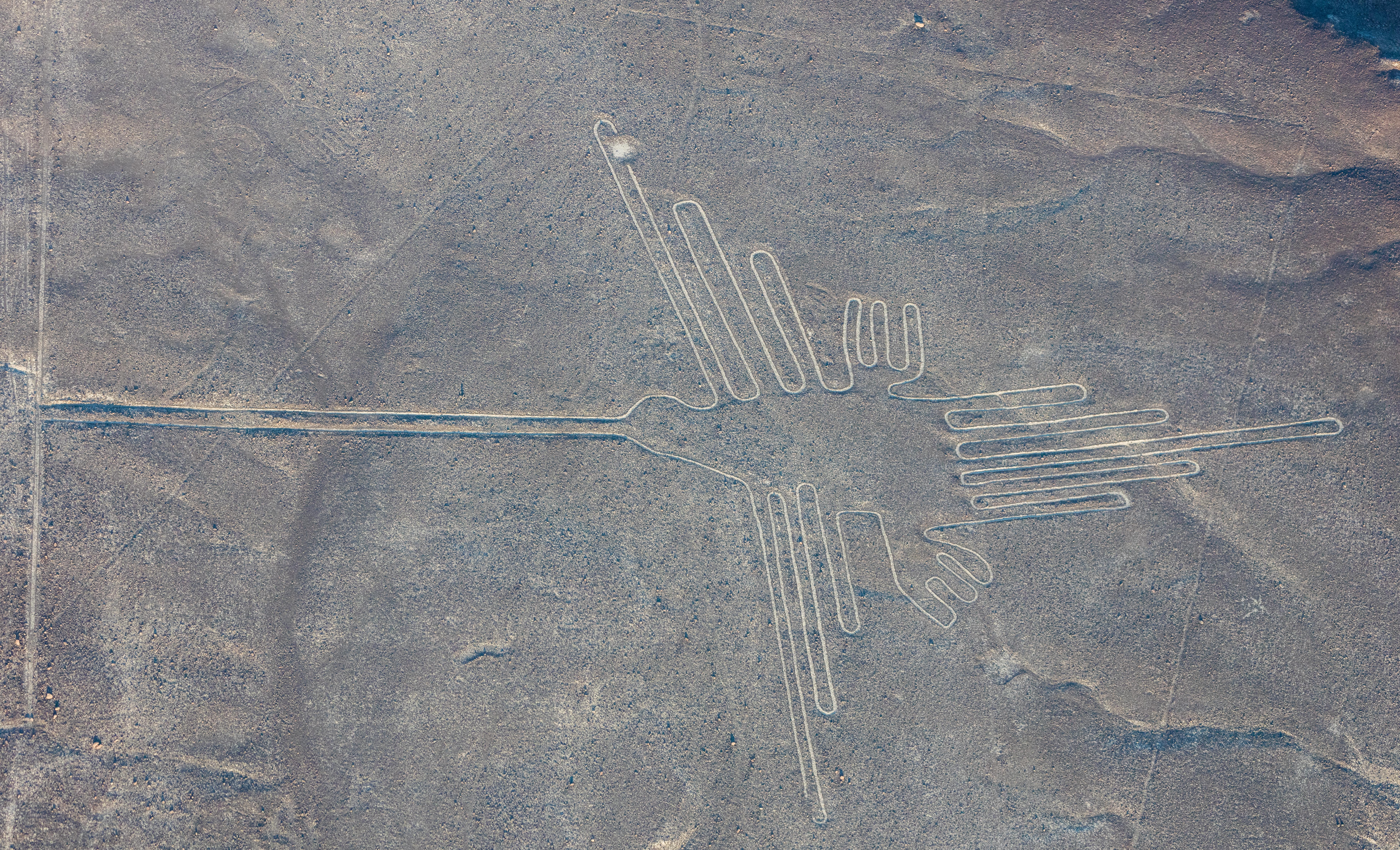
Geoglifo de beija-flor em Nazca, no Peru